# طاهر بن عوض سلام
طاهر بن عوض سلام، أديب وكاتب سعودي ، ومن أشهر الأدباء المعاصرين في منطقة جازان في السعودية ، ولُقب بـ (رائد القصة في الجنوب).

## الدراسة والعمل
- تلقى تعليمه الأولي في مدرسة صبي الأهية وتخرج في كتّابها عام 1353هـ/1934م.
- علم نفسه ذاتيًا بالقراءة والطلاع ومجالسة علماء وأدباء وشعراء منطقة جازان.
- اشتغل لمدة خمسة عشر عامًا موظفًا في فرع وزارة المالية بجازان.
- انتقل للعمل بوزارة المعارف معلمًا فمراقبًا لدرسة أبي عريش الابتدائية.
- ثم انتقل للعمل بإدارة التعليم في جدة.
- ثم عاد للعمل بجازان مراقبًا في مدرسة معاذ ابن جبل الثانوية.
- بعد تقاعده تفرغ للكتابة وأعماله الخاصة.[1]

## تجربته الأدبية
- كان قاصًا بارعًا ومعروفًا في منطقة جازان وشبه الجزيرة العرؤبية، وقد وصل إلى هذا المستوى بعد القراءة والاطلاع والاستماع إلى الحكايات الشعبية من الرواة الشعبيين.
- ساهم في تأسيس نادي جازان الأدبي عام 1395هـ/1975م.
- يعد من كتّاب القصة السعوديين، وتأثر بكتاب القصة العرب الأوائل مثل: جرجي زيدان، ويؤكد الباحثون في الرواية السعودية أن الأحداث الواردة في قصص طاهر سلام حقيقية ويستدلون على ذلك بالتواريخ التي تدل على وقوع حدث ما في زمن ما عل الرغم من حرص طاهر سلام على إخفائها.
- قدم لعدد من الكتب ذات الرؤية النقدية الواضحة مثل: المجموعة الشعرية الكاملة للسنوسي، كتاب أحلامي لخليل حسن خليل، ورواية بين جبلين لمحمد زارع عقيل.[2]

### مؤلفاته
ارتبط الإنتاج الأدبي لطاهر سلام بالمجتمع ارتباطًا وثيقًا، فعالج قضاياه من خلال القصة كبديل عن الوعظ المباشر والنقد الظاهر. ومما يميز إنتاجه الأدبي أنه بين قصة قصيرة أو طويلة أو رواية، وتفاوت إنتاجه بين الفنية والتقليدية الحكائية، ومن إنتاجه القصصي:
- الصندوق المدفون (قصة طويلة)، ناي جازان الأدبي، 1400هـ/1980م.
- قبو الأفاعي (قصة طويلة)، دار العمير، جدة، 1403هـ/1983م.
- السفن المحطمة (مجموعة قصصية)، دار الصافي، الرياض، 1409هـ/1989م.

إنتاجه الروائي:
- فلتشرق من جديد، نادي أبها الأدبي، 1402هـ/1982م.
- عواطف محترقة، الدار السعودية، جدة، 1406هـ/1986م.[3]